# Interleaving Domain Multiple Access
Interleaving Domain Multiple Access, kurz IDMA, ist eine Methode zur Signal- und Nachrichtenübertragung. Es handelt sich um eine Weiterentwicklung des CDMA-Multiplex-Übertragungsverfahrens zur digitalen Signalübertragung.

## Entwicklung

### Übertragung eines Datenstroms
Die klassische digitale Datenübertragung schützt ihre Daten, indem sie sie entsprechend kanalcodiert. Das Code-Schema wird dem Kanal entsprechend angepasst. Um Fehler erkennen zu können, werden sogenannte Parity-Bits hinzugefügt, die eine Art Prüfsumme für einen bestimmten Bereich der Daten darstellen. Stimmen Daten und Prüfsumme nicht überein, werden die entsprechenden Daten als fehlerhaft erkannt. Ordnet man mehrere Prüfsummen kreuzweise um einen Datenblock an, so kann man damit einzelne Fehler innerhalb eines Blockes lokalisieren und somit auch eliminieren. Da Datenübertragungsstrecken allerdings die Eigenschaft haben, nicht nur einzelne Bits zu stören, sondern in aller Regel mehrere Bits nacheinander, werden die Daten so umverteilt, dass eine Störung einer bestimmten Länge den Datenstrom so stört, dass niemals benachbarte Bereiche innerhalb des Datenblocks betroffen sind. Somit wird eine Blockstörung in viele Einzelstörungen zerteilt. Das entsprechende Verfahren wird als Verwürfelung bzw. Interleaving bezeichnet. Mittels spezieller Verfahren wie z. B. Turbo-Codes lässt sich Interleaving nicht nur auf Blöcke, sondern auch auf Datenströme anwenden. Mittels eines Maximum-likelihood-Decoders wie z. B. des Viterbi-Algorithmus kann man dann den Original-Datenstrom wieder rekonstruieren.

### Übertragung mehrerer Datenströme

#### Frequenzmultiplexverfahren
Das älteste Verfahren zur Übertragung mehrerer Datenströme ist das Frequenzmultiplexverfahren (FDM; engl. frequency-division multiplex), bei dem die Daten auf mehreren getrennten Frequenzen übertragen werden. Dieses Verfahren wurde bereits mit analogen Daten (Telefonfernnetz; Rundfunknetz; Sprechfunk) genutzt.

#### Zeitmultiplexverfahren
Von Zeitmultiplex (TDM, engl. time-division multiplex) spricht man, wenn mehrere Sender ihre Daten nacheinander senden und damit ein Übertragungsmedium teilen. Dieses Verfahren wird in unserer natürlichen Kommunikation ständig eingesetzt, wenn zum Beispiel ein Teilnehmer einer Diskussionsrunde spricht, während die anderen zuhören. In der Funktechnik wurde der Zeitmultiplex dadurch erreicht, dass die Funkgeräte mit einer Sendetaste versehen waren, die der Sender betätigen musste, um sprechen zu können.

#### Kombinierte Zeit-Frequenzmultiplex-Verfahren
Mit Einführung der digitalen Mobilfunknetze realisierte man Verfahren, bei denen sowohl Zeit- als auch Frequenzmultiplex betrieben wird. Um sicherzustellen, dass jede Übertragungsstrecke innerhalb des Systems jeweils einen exklusiven Kanal zur Verfügung hat, gibt es eine Kontrollinstanz, die den einzelnen Sendern und Empfängern ihre Frequenzen und Zeitintervalle zuteilt, in denen sie senden und empfangen müssen. Nach diesem Verfahren arbeiten die aktuellen GSM-Netze.

#### Spreizband-Verfahren
In der militärischen Funktechnik benötigte man Modulationsverfahren, die man vor dem Feind verstecken konnte. Hierbei machte man es sich zunutze, dass der Rauschpegel eine Funktion der Bandbreite eines Empfängers ist, und suchte nach Möglichkeiten, das Signal schmalbandig zu übertragen, es allerdings gleichzeitig über ein breites Band zu streuen. Verwendet man ein schmalbandiges Signal und variiert seine Frequenz dabei ständig mittels eines „Pseudo-Zufallsgenerators“, so kann man, wenn der Empfänger die Folge der Frequenzen kennt, dem Signal folgen. Kennt man die Spreizfolge nicht, so kann man zwar kurzfristig innerhalb eines schmalen Bandes ein Teil des Signals empfangen, allerdings nicht den Rest. Nutzt man einen breitbandigen Empfänger, so werden die schmalbandigen Signale nicht im Rauschen erkannt. Das Signal nach dem Spreizband-Verfahren bleibt unsichtbar.

#### Code-Division-Multiple Access (CDMA)
Bei Verwendung eines Daten-Interleavers stellte sich heraus, dass es möglich war, mehrere Sender mit unterschiedlichen Spreizcodes im gleichen Frequenzband zu betreiben, ohne die Datenübertragung zu stören. Zwar senden die einzelnen Sender zeitweise auf der gleichen Frequenz und erzeugen somit Fehlerblöcke. Allerdings ist diese Störung so kurz, dass sie mittels des Interleavings wieder in Einzelfehler zerlegt werden, die wiederum korrigierbar sind. Wird die Wahrscheinlichkeit, dass zwei Sender auf derselben Frequenz senden, zu hoch, steigen die Fehler an und sind somit nicht mehr korrigierbar.
Zur Zeit eingesetzte CDMA-Verfahren:
- Direct Sequence: Die Spreizung erfolgt dadurch, dass das Datensignal mit dem Spreizcode multipliziert wird, welcher eine höhere Datenrate aufweist als die zu übertragenden Daten. Das Datensignal wird auf die Bandbreite der Spreizfolge aufgeweitet. Die einzelnen Elemente der Spreizfolge heißen Chip. Die Spreizfolge wird wiederum aus einem Spreizbaum für einzelne Unterkanäle und einer pseudo-Zufallsfolge mit günstigen Eigenschaften (Gold-Codes) erzeugt. Beispiele für dieses Verfahren sind IS-95, UMTS, CDMA2000, GPS und WLAN.
- Frequency Hopping Spread Spectrum: Dieses Verfahren wird in aktuellen GSM-Netzen zur Kapazitätssteigerung sowie für die Datenübertragung per Bluetooth verwendet.
- OFDM (Orthogonal-Frequency-Division-Multiplex): Bei OFDM werden die Bits eines Datenblocks als Amplitudenkoeffizienten verschiedener Frequenzen aufgefasst. Mittels einer Inversen Schnellen Fourier-Transformation wird ein Zeitsignal erzeugt, welches dann moduliert und beispielsweise über eine Antenne abgestrahlt werden kann. Im Empfänger wird das Signal dann einer Schnelle Fourier-Transformation unterworfen und wieder in einen Datenblock zurück gewandelt. Beispiele für dieses Verfahren sind DAB, DVB-T und ebenfalls WLAN.

## Weiterentwicklung zu IDMA
In der Vergangenheit wurden CDMA- und TD-FD-Systeme parallel entwickelt. Bei CDMA-Systemen legte man das Hauptaugenmerk auf das Spreizverfahren, während man bei TD-FD-Systemen Wert auf die Fehlerkorrekturmechanismen legte. IDMA ist die konsequente Zusammenführung beider Entwicklungslinien. Bei CDMA wurden die Daten mittels Interleaving gesichert und danach gespreizt. Bei TD-FD-Systemen wurde das gesamte Signal mittels Interleaving geschützt. IDMA vollzieht nun den Schritt nach, das komplette Signal mittels Interleaving zu schützen. Das Interleaving wird nun auf die Chip-Ebene ausgeweitet. Somit verringert sich der Einfluss anderer Datenkanäle, da nun auch die Chip-Ebene geschützt ist. Weitere Untersuchungen haben gezeigt, dass es möglich ist, die Pseudo-Zufallsfolgen (Gold-Codes) durch verschiedene Interleavingmuster zu ersetzen. Hieraus resultiert der neue Name Interleaving Domain Multiple Access.